# Tour de France 2013 – 21. etap
21. etap kolarskiego wyścigu Tour de France 2013 odbył się 21 lipca. Start etapu miał miejsce w miejscowości Wersal, zaś meta na Polach Elizejskich w Paryżu. Etap liczył 133,5 kilometra.
Zwycięzcą etapu został Marcel Kittel. Drugie miejsce zajął André Greipel, a trzecie Mark Cavendish.

## Premie
| Rodzaj | Rodzaj           | Miejscowość / Miejsce                        | Kilometry (od startu) | Kilometry (do mety) |
| ------ | ---------------- | -------------------------------------------- | --------------------- | ------------------- |
|        | Górska (IV kat.) | Côte de Saint-Rémy-lès-Chevreuse             | 29,5                  | 104,0               |
|        | Górska (IV kat.) | Côte de Châteaufort (Stèle Jacques Anquetil) | 33,5                  | 100,0               |
|        | Lotna            | Paris                                        | 87,0                  | 46,5                |

### Wyniki na premiach
| Górska – | Górska –       | Górska – | Górska – | Górska – |
| Msc.     | Zawodnik       | Zespół   | Punkty   |          |
| -------- | -------------- | -------- | -------- | -------- |
| 1.       | Gert Steegmans | OPQ      | 1        |          |

| Górska – | Górska –               | Górska – | Górska – | Górska – |
| Msc.     | Zawodnik               | Zespół   | Punkty   |          |
| -------- | ---------------------- | -------- | -------- | -------- |
| 1.       | José Joaquín Rojas Gil | MOV      | 1        |          |

| Górska – | Górska –                     | Górska – | Górska – | Górska – |
| Msc.     | Zawodnik                     | Zespół   | Punkty   |          |
| -------- | ---------------------------- | -------- | -------- | -------- |
| 1.       | Juan Antonio Flecha Giannoni | VCD      | 20       |          |
| 2.       | David Millar                 | GRS      | 17       |          |
| 3.       | Julien El Fares              | SOJ      | 15       |          |
| 4.       | Cameron Meyer                | OGE      | 13       |          |
| 5.       | Steve Morabito               | BMC      | 11       |          |
| 6.       | Jérôme Cousin                | EUC      | 10       |          |
| 7.       | Robert Gesink                | BEL      | 9        |          |
| 8.       | Cadel Evans                  | BMC      | 8        |          |
| 9.       | Geraint Thomas               | SKY      | 7        |          |
| 10.      | Ian Stannard                 | SKY      | 6        |          |
| 11.      | Jérôme Pineau                | OPQ      | 5        |          |
| 12.      | Peter Velits                 | OPQ      | 4        |          |
| 13.      | David López García           | SKY      | 3        |          |
| 14.      | Sylvain Chavanel             | OPQ      | 2        |          |
| 15.      | Tony Martin                  | OPQ      | 1        |          |

## Wyniki etapu
| Msc. | Zawodnik                 | Państwo           | Zespół                     | Czas       | Punkty |
| ---- | ------------------------ | ----------------- | -------------------------- | ---------- | ------ |
| 1.   | Marcel Kittel            | Niemcy            | Team Argos-Shimano         | 3h 06' 14" | 45     |
| 2.   | André Greipel            | Niemcy            | Lotto-Belisol              | + 0"       | 35     |
| 3.   | Mark Cavendish           | Wielka Brytania   | Omega Pharma-Quick Step    | + 0"       | 30     |
| 4.   | Peter Sagan              | Słowacja          | Cannondale                 | + 0"       | 26     |
| 5.   | Roberto Ferrari          | Włochy            | Lampre-Merida              | + 0"       | 22     |
| 6.   | Alexander Kristoff       | Norwegia          | Katusha Team               | + 0"       | 20     |
| 7.   | Kévin Réza               | Francja           | Team Europcar              | + 0"       | 18     |
| 8.   | Yohann Gène              | Francja           | Team Europcar              | + 0"       | 16     |
| 9.   | Daniele Bennati          | Włochy            | Team Saxo-Tinkoff          | + 0"       | 14     |
| 10.  | Murilo Fischer           | Brazylia          | FDJ.fr                     | + 0"       | 12     |
| 11.  | Daryl Impey              | Południowa Afryka | Orica GreenEDGE            | + 0"       | 10     |
| 12.  | Matthew Harley Goss      | Australia         | Orica GreenEDGE            | + 0"       | 8      |
| 13.  | Rubén Pérez Moreno       | Hiszpania         | Euskaltel-Euskadi          | + 0"       | 6      |
| 14.  | Lars Ytting Bak          | Dania             | Lotto-Belisol              | + 4"       | 4      |
| 15.  | Juan José Lobato         | Hiszpania         | Euskaltel-Euskadi          | + 4"       | 2      |
| 16.  | Koen de Kort             | Holandia          | Team Argos-Shimano         | + 4"       | —      |
| 17.  | Boy van Poppel           | Holandia          | Vacansoleil-DCM            | + 4"       | —      |
| 18.  | Samuel Dumoulin          | Francja           | Ag2r-La Mondiale           | + 4"       | —      |
| 19.  | José Joaquín Rojas Gil   | Hiszpania         | Movistar Team              | + 4"       | —      |
| 20.  | Egoitz García Echeguibel | Hiszpania         | Cofidis, Solutions Crédits | + 4"       | —      |
| 21.  | Julien El Fares          | Francja           | Sojasun                    | + 4"       | —      |
| 22.  | Sep Vanmarcke            | Belgia            | Belkin Pro Cycling         | + 4"       | —      |
| 23.  | Christophe Riblon        | Francja           | Ag2r-La Mondiale           | + 4"       | —      |
| 24.  | Philippe Gilbert         | Belgia            | BMC Racing Team            | + 4"       | —      |
| 25.  | Greg Henderson           | Nowa Zelandia     | Lotto-Belisol              | + 10"      | —      |
| 26.  | Ramūnas Navardauskas     | Litwa             | Garmin-Sharp               | + 10"      | —      |
| 27.  | Jakob Fuglsang           | Dania             | Astana Pro Team            | + 10"      | —      |
| 28.  | Romain Bardet            | Francja           | Ag2r-La Mondiale           | + 10"      | —      |
| 29.  | Gatis Smukulis           | Łotwa             | Katusha Team               | + 10"      | —      |
| 30.  | Alejandro Valverde       | Hiszpania         | Movistar Team              | + 10"      | —      |

## Klasyfikacje po etapie

### Klasyfikacja generalna
| Msc. | Zawodnik                 | Państwo           | Zespół                     | Czas        |
| ---- | ------------------------ | ----------------- | -------------------------- | ----------- |
|      | Chris Froome             | Wielka Brytania   | Sky Procycling             | 83h 56' 40" |
| 2.   | Nairo Quintana           | Kolumbia          | Movistar Team              | + 4' 20"    |
| 3.   | Joaquim Rodríguez Oliver | Hiszpania         | Katusha Team               | + 5' 04"    |
| 4.   | Alberto Contador         | Hiszpania         | Team Saxo-Tinkoff          | + 6' 27"    |
| 5.   | Roman Kreuziger          | Czechy            | Team Saxo-Tinkoff          | + 7' 27"    |
| 6.   | Bauke Mollema            | Holandia          | Belkin Pro Cycling         | + 11' 42"   |
| 7.   | Jakob Fuglsang           | Dania             | Astana Pro Team            | + 12' 17"   |
| 8.   | Alejandro Valverde       | Hiszpania         | Movistar Team              | + 15' 26"   |
| 9.   | Daniel Navarro           | Hiszpania         | Cofidis, Solutions Crédits | + 15' 52"   |
| 10.  | Andrew Talansky          | Stany Zjednoczone | Garmin-Sharp               | + 17' 39"   |
| 11.  | Michał Kwiatkowski       | Polska            | Omega Pharma-Quick Step    | + 18' 59"   |
| 12.  | Mikel Nieve Iturralde    | Hiszpania         | Euskaltel-Euskadi          | + 20' 01"   |
| 13.  | Laurens ten Dam          | Holandia          | Belkin Pro Cycling         | + 21' 39"   |
| 14.  | Maxime Monfort           | Belgia            | RadioShack-Leopard         | + 23' 38"   |
| 15.  | Romain Bardet            | Francja           | Ag2r-La Mondiale           | + 26' 42"   |
| 16.  | Michael Rogers           | Australia         | Team Saxo-Tinkoff          | + 26' 51"   |
| 17.  | Daniel Moreno Fernandez  | Hiszpania         | Katusha Team               | + 32' 34"   |
| 18.  | Jan Bakelants            | Belgia            | RadioShack-Leopard         | + 35' 51"   |
| 19.  | Richie Porte             | Australia         | Sky Procycling             | + 39' 41"   |
| 20.  | Andy Schleck             | Luksemburg        | RadioShack-Leopard         | + 41' 46"   |

### Klasyfikacja punktowa
| Msc. | Zawodnik                     | Państwo           | Zespół                  | Punkty |
| ---- | ---------------------------- | ----------------- | ----------------------- | ------ |
|      | Peter Sagan                  | Słowacja          | Cannondale              | 409    |
| 2.   | Mark Cavendish               | Wielka Brytania   | Omega Pharma-Quick Step | 312    |
| 3.   | André Greipel                | Niemcy            | Lotto-Belisol           | 267    |
| 4.   | Marcel Kittel                | Niemcy            | Team Argos-Shimano      | 222    |
| 5.   | Alexander Kristoff           | Norwegia          | Katusha Team            | 177    |
| 6.   | Juan Antonio Flecha Giannoni | Hiszpania         | Vacansoleil-DCM         | 163    |
| 7.   | José Joaquín Rojas Gil       | Hiszpania         | Movistar Team           | 156    |
| 8.   | Michał Kwiatkowski           | Polska            | Omega Pharma-Quick Step | 110    |
| 9.   | Chris Froome                 | Wielka Brytania   | Sky Procycling          | 107    |
| 10.  | Christophe Riblon            | Francja           | Ag2r-La Mondiale        | 104    |
| 11.  | Daryl Impey                  | Południowa Afryka | Orica GreenEDGE         | 101    |
| 12.  | Sylvain Chavanel             | Francja           | Omega Pharma-Quick Step | 89     |
| 13.  | Jan Bakelants                | Belgia            | RadioShack-Leopard      | 84     |
| 14.  | Thomas De Gendt              | Belgia            | Vacansoleil-DCM         | 84     |
| 15.  | Roberto Ferrari              | Włochy            | Lampre-Merida           | 80     |

### Klasyfikacja górska
| Msc. | Zawodnik                 | Państwo           | Zespół             | Punkty |
| ---- | ------------------------ | ----------------- | ------------------ | ------ |
|      | Nairo Quintana           | Kolumbia          | Movistar Team      | 147    |
| 2.   | Chris Froome             | Wielka Brytania   | Sky Procycling     | 136    |
| 3.   | Pierre Rolland           | Francja           | Team Europcar      | 117    |
| 4.   | Joaquim Rodríguez Oliver | Hiszpania         | Katusha Team       | 99     |
| 5.   | Christophe Riblon        | Francja           | Ag2r-La Mondiale   | 98     |
| 6.   | Mikel Nieve Iturralde    | Hiszpania         | Euskaltel-Euskadi  | 98     |
| 7.   | Moreno Moser             | Włochy            | Cannondale         | 72     |
| 8.   | Richie Porte             | Australia         | Sky Procycling     | 72     |
| 9.   | Ryder Hesjedal           | Kanada            | Garmin-Sharp       | 64     |
| 10.  | Tejay van Garderen       | Stany Zjednoczone | BMC Racing Team    | 63     |
| 11.  | Alejandro Valverde       | Hiszpania         | Movistar Team      | 62     |
| 12.  | Alberto Contador         | Hiszpania         | Team Saxo-Tinkoff  | 41     |
| 13.  | Jens Voigt               | Niemcy            | RadioShack-Leopard | 35     |
| 14.  | Jan Bakelants            | Belgia            | RadioShack-Leopard | 33     |
| 15.  | Roman Kreuziger          | Czechy            | Team Saxo-Tinkoff  | 32     |

### Klasyfikacja młodzieżowa
| Msc. | Zawodnik               | Państwo           | Zespół                     | Czas         |
| ---- | ---------------------- | ----------------- | -------------------------- | ------------ |
|      | Nairo Quintana         | Kolumbia          | Movistar Team              | 84h 01' 00"  |
| 2.   | Andrew Talansky        | Stany Zjednoczone | Garmin-Sharp               | + 13' 19"    |
| 3.   | Michał Kwiatkowski     | Polska            | Omega Pharma-Quick Step    | + 14' 39"    |
| 4.   | Romain Bardet          | Francja           | Ag2r-La Mondiale           | + 22' 22"    |
| 5.   | Tom Dumoulin           | Holandia          | Team Argos-Shimano         | + 1h 30' 10" |
| 6.   | Alexandre Geniez       | Francja           | FDJ.fr                     | + 1h 33' 46" |
| 7.   | Tejay van Garderen     | Stany Zjednoczone | BMC Racing Team            | + 1h 34' 37" |
| 8.   | Alexis Vuillermoz      | Francja           | Sojasun                    | + 1h 35' 45" |
| 9.   | Tony Gallopin          | Francja           | RadioShack-Leopard         | + 1h 58' 39" |
| 10.  | Arthur Vichot          | Francja           | FDJ.fr                     | + 2h 10' 46" |
| 11.  | Jon Izaguirre Insausti | Hiszpania         | Euskaltel-Euskadi          | + 2h 17' 12" |
| 12.  | Rudy Molard            | Francja           | Cofidis, Solutions Crédits | + 2h 21' 05" |
| 13.  | Peter Kennaugh         | Wielka Brytania   | Sky Procycling             | + 2h 29' 26" |
| 14.  | Peter Sagan            | Słowacja          | Cannondale                 | + 2h 34' 31" |
| 15.  | Anthony Delaplace      | Francja           | Sojasun                    | + 2h 39' 53" |

### Klasyfikacja drużynowa
| Msc. | Zespół                     | Państwo         | Czas         |
| ---- | -------------------------- | --------------- | ------------ |
|      | Team Saxo-Tinkoff          | Dania           | 251h 11' 07" |
| 2.   | Ag2r-La Mondiale           | Francja         | + 8' 28"     |
| 3.   | RadioShack-Leopard         | Luksemburg      | + 9' 02"     |
| 4.   | Movistar Team              | Hiszpania       | + 22' 49"    |
| 5.   | Belkin Pro Cycling         | Holandia        | + 38' 30"    |
| 6.   | Katusha Team               | Rosja           | + 1h 03' 48" |
| 7.   | Euskaltel-Euskadi          | Hiszpania       | + 1h 30' 34" |
| 8.   | Omega Pharma-Quick Step    | Belgia          | + 1h 50' 25" |
| 9.   | Sky Procycling             | Wielka Brytania | + 1h 56' 42" |
| 10.  | Cofidis, Solutions Crédits | Francja         | + 2h 07' 11" |